# Orizzonte di particella
In cosmologia, con l'espressione orizzonte di particella (o tempo conformale) si indica la massima distanza da cui particelle (di massa positiva o nulla) possono aver raggiunto l'osservatore dalla nascita dell'universo al presente.
Si tratta di un concetto differente da quello di orizzonte degli eventi:
- L'orizzonte di particella è la massima distanza comovente dalla quale la luce può aver raggiunto l'osservatore — nel momento attuale.
- L'orizzonte degli eventi è la massima distanza comovente da cui la luce potrà mai raggiungere l'osservatore — in qualsiasi momento futuro.